# حنانیا و سفیره

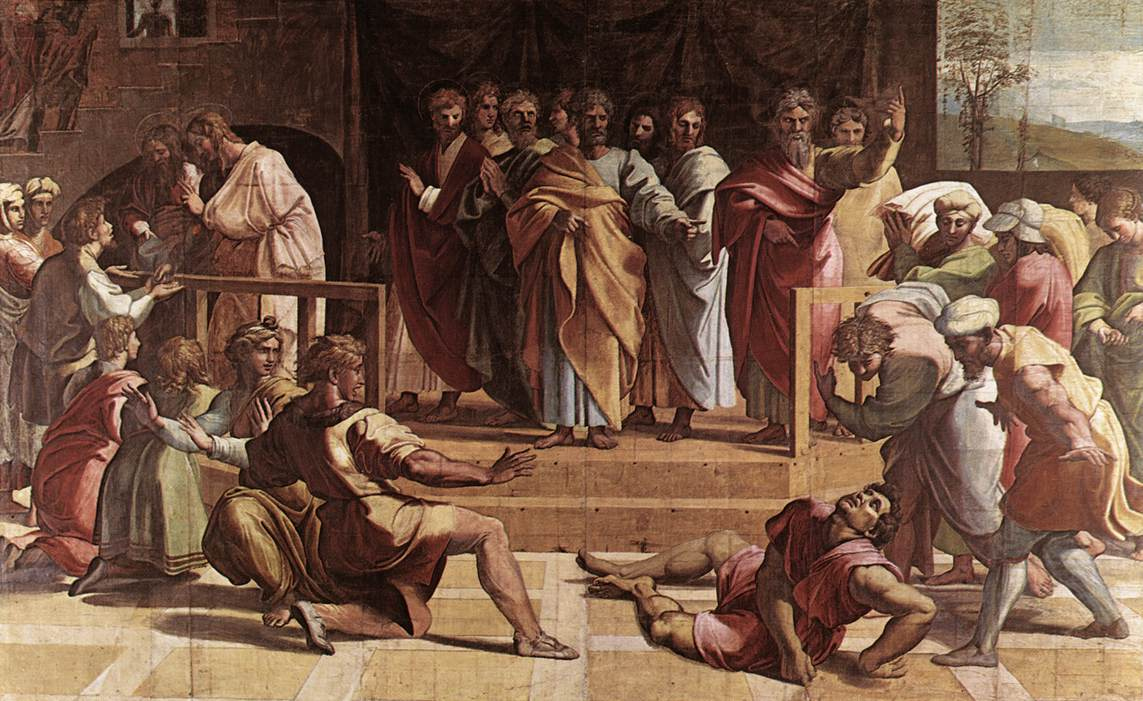
مرگ حنانیا کشیده شده توسط رافائل

حنانیا و همسرش سفیره شخصیت‌هایی در کتاب اعمال رسولان مسیح از عهد جدید هستند. آنها از طریق موعظه‌های حواریون مسیح به دین عیسی گرویدند و چون در آن زمان همه چیز برای مسیحیان اشتراکی بود حنانیا زمین خود را فروخت و مقداری از پول آن را پنهان کرد و به دروغ به حواریون گفت که با مقدار کمتری زمین را فروخته‌است. پطرس به وی گفت دروغ می‌گویی و همان لحظه حنانیا جان باخت. همسرش که از دروغ خبر داشت سه ساعت بعد همان دروغ را گفت و او هم درگذشت. و این موضوع موجب ترس عیسیون شد.